# Boldmen
Boldmen GmbH – niemiecki producent samochodów sportowych z siedzibą w Welden działający od 2020 roku.

## Historia
W 2020 roku Friedhelm Wiesmann, współzałożyciel i współzarządzający niemiecką manufakturą niszowych samochodów sportowych Wiesmann do czasu upadłości w 2014 roku, wszedł we współpracę z braćmi Heraldem i Michaelem Käs. W ten sposób powstała spółka z ograniczoną odpowiedzialnością Boldmen GmbH. Zarządzana przez trójkę przedsiębiorców, za siedzibę obrała miasto Welden w niemieckiej Bawarii.
W lipcu 2021 roku Boldmen przedstawił swój pierwszy model samochodu w postaci 2-drzwiowego, 2-miejscowego roadstera CR4 opracowanego na bazie BMW Z4. Przedstawiciele przedsiębiorstwa zakładają małoseryjną produkcję opartą na z góry założonych pulach szutk na poszczególny rok - w 2021 ma ich powstać 20, z kolei w 2022 do klientów ma zostać dotarczone kolejne 80 egzemplarzy.

## Modele samochodów

### Obecnie produkowane
- CR4